# 張容軒
張容軒（1987年12月18日—）是前中華民國男子國家隊籃球運動員，金門縣人。畢業於金門縣金城國中，高中畢業於新榮高中。大學及研究所畢業於國立臺灣師範大學。曾效力於SBL聯盟臺灣銀行、金門酒廠、富邦勇士、臺灣啤酒、及九太科技籃球隊，位置為前鋒，曾擔任新北市立錦和高中籃球隊總教練、也曾擔任臺灣師範大學籃球隊公開甲ㄧ級總教練，現擔任臺灣師大籃球隊一般組總教練。

## 簡介
張容軒從小在金門長大，高中就讀新榮高中，2006年代表出賽高中籃球聯賽（HBL）獲得MVP。高中畢業後目標就讀師範體系，原鎖定高師大，後因師大有名額因此往台北發展。在球隊選擇上，效力台銀隊。
張容軒的體能條件不算特別優異，特別的是他用腦打球，理解比賽的能力過人，台銀教練韋陳明就說張容軒是個模範球員，從不遲到、態度正確也很受教。
在99學年度UBA大專籃球聯賽幫助台師大奪得大專籃球聯賽（UBA）男子組冠軍，締造隊史首度3連霸，並獲選為冠軍賽最有價值球員MVP。 成為台灣極少數擁有高中大學兩大聯賽的最有價值球員得主。 
加入金門酒廠籃球隊後，以平均15.2分的成績拿下年度進步獎。
張容軒於第8季超級籃球聯賽轉入金門酒廠籃球隊，第9季超級籃球聯賽轉到新任總教練賈凡領軍的台灣大籃球隊。
第11季SBL超級籃球聯賽以場均13.1分、3.4籃板、1.4助攻入選年度第一隊，繼第8季後再度奪下年度進步獎。
台灣大籃球隊並在第11季SBL超級籃球聯賽打進隊史的第一次總冠軍賽。
球季過後入選中華男籃代表隊，代表參加第五屆亞洲杯男籃錦標賽，拿下歷史以來最佳銀牌。
第13季SBL超級籃球聯賽台灣啤酒籃球隊擊敗璞園建築籃球隊拿下總冠軍，締造籃球生涯大滿貫（HBL、UBA、SBL）都有冠軍的紀錄。
第15季SBL超級籃球聯賽以生涯新高15.8分名列所有本土球員第二，僅次於呂政儒。獲選年度第一隊，並帶領金門酒廠籃球隊創下隊史最佳戰績。
第16季SBL超級籃球聯賽在14日晚間於彰化體育館對台啤的比賽中，第二節達成生涯3000分里程碑，成為史上第15位達到此門檻的球員。
第17季SBL超級籃球聯賽在4月5日晚間於板橋體育館對裕隆對上裕隆納智捷，中場時間進行張容軒退休儀式。

## 外部連結
- 張容軒在fiba.basketball（英语）
- 張容軒在archive.fiba.com（存檔）（英语）
- 張容軒在Eurobasket.com（球員）（英语）